# Sasa (Izrael)
Sasa (hebrejsky סָאסָא, anglicky Sasa) je vesnice typu kibuc v Izraeli, v Severním distriktu, v Oblastní radě ha-Galil ha-Eljon (Horní Galilea).

## Geografie
Leží v nadmořské výšce 856 metrů na severním okraji Horní Galileji, nedaleko severního okraje masivu Meron, jen 3 kilometry od hranice s Libanonem. Severozápadně od vesnice stojí hora Har Sasa (nadmořská výška 854 metrů), východně od ní se nachází menší sníženina s turisticky využívanou jeskyní Ma'arat Pa'ar (מערת פער, arabsky Šejch Vahib) a prameništi vádí Nachal Co'ar. Tuto sníženinu na západě ohraničuje hora Har Adir (1006 m n. m.). Jižně od vesnice se nachází vrch Har Civ'on (916 m n. m.), z jehož úbočí stéká k severovýchodu vádí Nachal Civ'on s hluboko zaříznutým údolím. Severně od kibucu se ještě zvedá bezejmenný kopec (kóta 838).
Kibuc je situován cca 22 kilometrů severozápadně od břehů Galilejského jezera, cca 12 kilometrů severozápadně od města Safed, cca 120 kilometrů severovýchodně od centra Tel Avivu a cca 45 kilometrů severovýchodně od centra Haify. Leží v intenzivně zalesněném pásu s relativně řídkým osídlením. Sasu obývají Židé, přičemž osídlení v tomto regionu je etnicky smíšené. Židovská sídla převládají v pásu podél hranic s Libanonem, na jižní a západní straně začíná hornatý region centrální Galileji, ve kterém mají demografickou převahu izraelští Arabové a Drúzové.
Sasa je na dopravní síť napojena pomocí dálnice číslo 89, ze níž tu odbočuje lokální silnice číslo 899, která sleduje izraelsko-libanonskou hranici.

## Dějiny
Sasa byla založena v roce 1949. Vznikla na místě, kde se do roku 1948 rozkládala arabská vesnice Sa'sa'. Ta měla roku 1931 840 obyvatel a 154 domů. V roce 1948 zde žilo 1311 lidí ve 230 domech. Stály v ní dvě základní školy, mešita a muslimská svatyně Makam al-Šejch Waheib.
Vesnice byla v říjnu 1948, během Operace Hiram v rámci války za nezávislost dobyta izraelskými jednotkami. Už předtím, v únoru 1948, zde podle palestinských zdrojů došlo k masakru, při kterém bylo jednotkami Palmach zabito 15 místních obyvatel. Útok Palmachu byl součástí Operace 35, při které byly kromě vpádu do této arabské vesnice vyhozeny do povětří mosty na severní hranici britské Palestiny. Operace byla nazvána po jednotce Hagany, která byla krátce předtím zmasakrována při neúspěšném pokusu o průnik do obklíčeného bloku židovských osad Guš Ecion jižně od Jeruzalému. Obyvatelstvo Sa'sa' pak bylo vysídleno. Část z nich odešla do uprchlických táborů v Libanonu, část žije dodnes v nedalekém arabském městě Džiš. Zástavba vysídlené arabské vesnice pak byla zbořena, kromě několika domů, do kterých se nastěhovali noví židovští obyvatelé této lokality.
Zakladateli nynějšího kibucu Sasa byla skupina mladých levicově orientovaných sionistů z USA, z organizace ha-Šomer ha-Cair. K slavnostnímu založení kibucu došlo 13. ledna 1949. Až do konce 60. let 20. století zůstávala populace kibucu nízká, protože komunita čelila ekonomickým potížím.
V kibucu funguje základní škola Nof Harim (נוף הרים ), která slouží i obyvatelům okolních vesnic, stejně jako místní střední škola Pinat Anna Frank (פינת אנה פרנק). Místní ekonomika je založena na zemědělství, průmyslu (automobilový průmysl - firma Plasan) a turistice (turistické ubytování).
V kibucu je lékařská a zubní ordinace, obchod, poštovní úřad, veřejná knihovna a sportovní areály.

## Demografie
Obyvatelstvo kibucu Sasa je sekulární. Podle údajů z roku 2014 tvořili naprostou většinu obyvatel v kibucu Sasa Židé (včetně statistické kategorie "ostatní", která zahrnuje nearabské obyvatele židovského původu ale bez formální příslušnosti k židovskému náboženství).
Jde o menší sídlo vesnického typu s dlouhodobě stagnující populací. K 31. prosinci 2014 zde žilo 397 lidí. Během roku 2014 populace stoupla o 0,0 %.
| Rok            | 1961 | 1972 | 1983 | 1995 | 2001 | 2003 | 2004 | 2005 | 2006 | 2007 | 2008 | 2009 | 2010 | 2011 | 2012 | 2013 | 2014 |
| -------------- | ---- | ---- | ---- | ---- | ---- | ---- | ---- | ---- | ---- | ---- | ---- | ---- | ---- | ---- | ---- | ---- | ---- |
| Počet obyvatel | 242  | 306  | 443  | 381  | 384  | 388  | 372  | 370  | 399  | 400  | 387  | 386  | 385  | 392  | 395  | 397  | 397  |